# 큐-아날로그
큐-아날로그(q-analog)는 큐-팩토리얼, 큐-감마함수, 조합론 등에서 중요한 역할을 하는 팩토리얼(계승) 이론이다.
큐-아날로그 {\displaystyle ,\;\;\;[n]_{q}}  는 큐 브래킷(q-bracket) {\displaystyle n} 또는 큐-넘버(q-number) {\displaystyle n}으로 읽는다.
어떤 객체가 큐-아날로그화되는(큐-성질을 갖는)지를 결정하는 메인 프레임 또는 그 메인 프레임 멤버 중 하나이다.
- 팩토리얼 표현

{\displaystyle [n]_{q}!={{(q;q)_{n}} \over {(1-q)^{n}}}\;\;\;}
- 전형적인 표현

{\displaystyle \lim _{q\rightarrow 1}{{1-q^{n}} \over {1-q}}=n}
- 큐-아날로그의  조합의 이항계수 표현

{\displaystyle {\binom {n}{k}}_{q}}
{\displaystyle \;\;q\to 1}
{\displaystyle {\binom {n}{k}}}

## 큐-성질을 갖게 된 함수들
- 큐-리만 제타 함수[1]

{\displaystyle \zeta _{q}(s)=\sum _{n=1}^{\infty }{1 \over {\left\{n\right\}_{q}^{s}}}=\sum _{n=1}^{\infty }{{q^{(n+x([n]_{q}))s}} \over {[n]_{q}^{s}}}}
- 큐-감마함수
- 큐-이항계수
- 큐-{\displaystyle {\color {blue}{e}}}

{\displaystyle e_{q}^{x}=\sum _{n=0}^{\infty }{{x^{n}} \over {[n]_{q}!}}}
- 큐-폴리감마 함수

큐-폴리감마 함수가 메인프레임의 멤버가 된 에르되시-보와인 상수
{\displaystyle E=\sum _{n=1}^{\infty }{{1} \over {2^{n}-1}}}
{\displaystyle \;\;=1-{{\psi _{1 \over 2}(1)} \over {ln}}\qquad \qquad \left(\psi _{q}^{(n)}(z)\right)}는 큐-폴리감마 함수
{\displaystyle \;\;=1.606695152415291763\cdots }

## 같이 보기
- 큐-팩토리얼
- 큐-포흐하머 심볼
- 에르되시-보와인 상수
- 수학 상수